# قانون إشنونا
قانون اشنونا أو قانون بلالاما نحو عام 1930 ق.م هو متقدم على قانون حمورابي بحوالي نصف قرن من الزمن وبلالاما هو ملك لمملكة إشنونة، وعثر على قانون إشنونا في لوحين من الطين في حفريات آثار تل حرمل من قبل عالم الآثار طه باقر.
ولم يكتشف علماء الآثار سوى إحدى وستين مادة فقط من مواد هذا القانون، ويظهر من دراسة هذه المواد أن مشرعها كان قد أهتم ببعض المسائل الاجتماعية ومن ذلك وضع حد أدنى لأجور العمال وتسعير بعض السلع وتقسيم المجتمع إلى طبقات فقد وردت في هذه القوانين أول إشارة إلى تقسيم المجتمع العراقي القديم إلى طبقات ثلاث: الأحرار والمسكينوم والعبيد.
ولقد عثر على هذه الرقم الطينية التي تحتوي على القانون عام 1945 م، في منطقة تل حرمل (قرب بغداد الجديدة) في العراق.
وتحتوي المواد القانونية التي عثر عليها في تل حرمل على أحكام مختلفة في السرقات والاعتداء والديون والأحوال الشخصية والأجور والأسعار والبيع والشراء إلى غير ذلك من الشؤون القانونية، ومما ذكره المؤرخ وعالم الآثار طه باقر في بحث لهُ في قانون مملكة إشنونة المكشوف عنه في تل حرمل: ((أن قانون مملكة إشنونة المعثور عليه في تل حرمل أقدم القوانين المدونة والتي جائتنا من العراق القديم، وكان قانون حمورابي إلى زمن قريب أقدم شريعة في تاريخ البشر، ثم بدل هذا الرأي بعد استكشاف أجزاء من قانون سومري يعود إلى الملك لبث عشتار وبما ان القانون المستكشف في تل حرمل أقدم زمناً من حمورابي بنحو من قرنين فيكون بذلك أقدم شريعة كشف عنها البحث حتى الآن)).